# Centro de llamadas

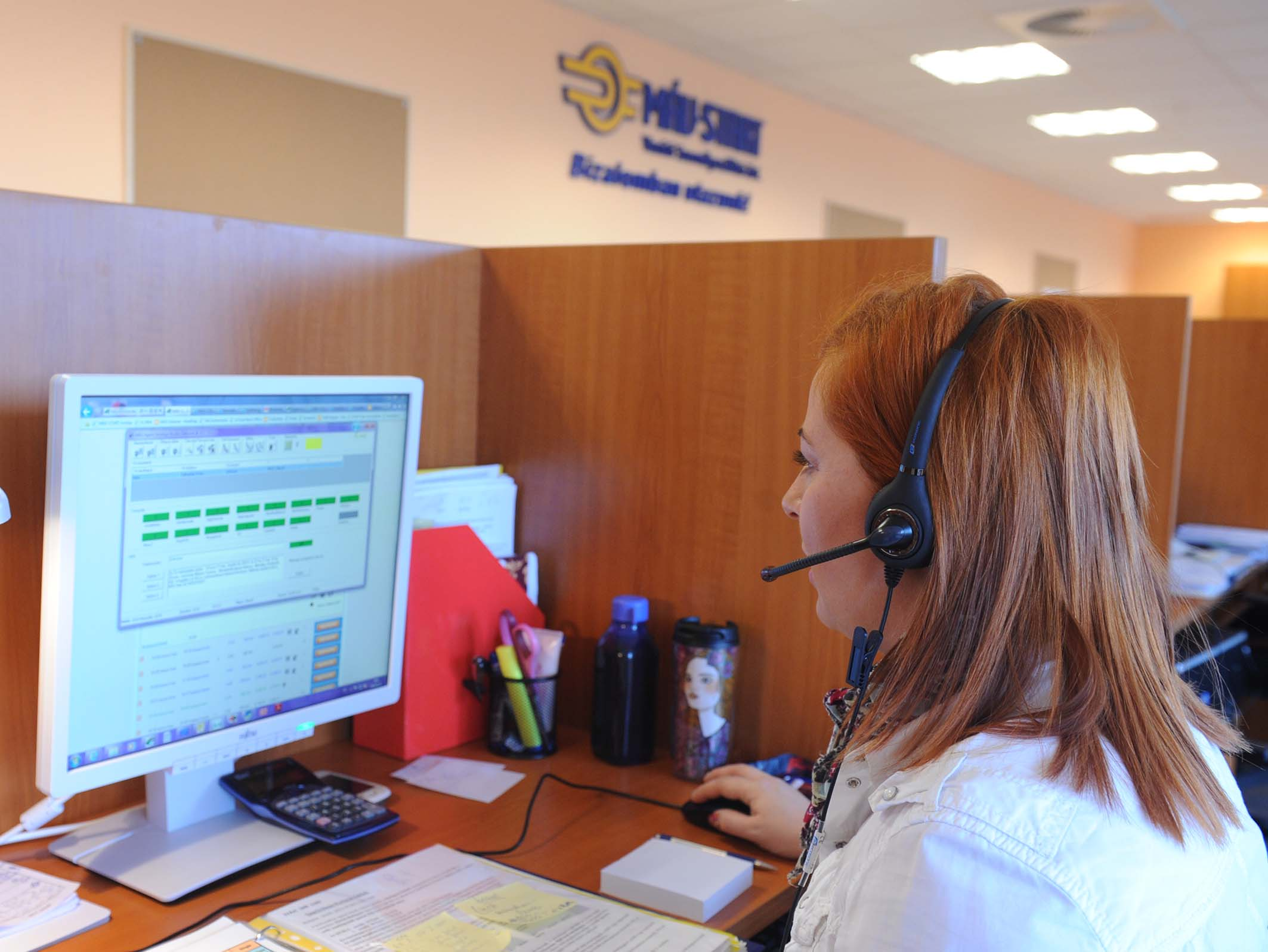
Puesto de trabajo de un telemercaderista

Un centro de atención, centro de atención de llamadas', centro de atención telefónica o centralita, más conocido por el término inglés call center, es una área donde agentes, asesores, supervisor o ejecutivos, especialmente con una técnica en telemercadeo o servicio al cliente, realizan o reciben llamadas desde o hacia: personas (externos o internos), socios comerciales, compañías asociadas u otros.
Un centro de contacto es una oficina centralizada usada con el propósito de recibir y transmitir una amplia cantidad de llamadas y pedidos, los cuales se pueden realizar por canales adicionales al teléfono, tales como fax, correo electrónico, mensajería instantánea, mensajes de texto (SMS) y mensajes multimedia (MMS), entre otros.
Otra definición complementaria: en un centro de llamadas entrantes y salientes es una herramienta de comunicación y relación con los clientes que utiliza el teléfono como medio de comunicación básico gestionado por «personas humanas» en conjunto a los recursos humanos, físicos y tecnológicos necesarios y disponibles, basados en metodologías de trabajo y procesos determinados y adecuados, para atender las necesidades y dar servicio a cada «cliente único» con el objeto de atrae y fidelizar con la organización y permitir su viabilidad.

## Introducción
También son denominados centros de llamadas los operados por una compañía proveedora de servicios que se encarga de administrar y proveer soporte y asistencia al consumidor según los productos, servicios o información solicitada. También se realizan llamadas en función de implementar las ventas y cobranzas de las empresas. 
Actualmente, el porcentaje de rotación es muy amplio, reflejando el 70 % de rotación a nivel nacional.
Estos centros pueden ser operados independientemente o pueden estar interconectados con otros centros, generalmente conectados a una corporación computarizada. 
Cada vez es mayor la implementación de nuevos y mejores portales de voz e información que se vinculan al desarrollo de nuevas tecnologías, favoreciendo la integración de todos los canales comunicacionales del consumidor; mediante la implementación de tecnología Computer Telephony Integration (CTI).
La mayoría de las más reconocidas e importantes empresas usan los centros de contacto para interactuar con sus clientes, ya sean empresas de servicio público, firmas de pedidos por catálogo, atención al cliente y soportes operativos varios con relación a empresas de software y hardware. Muchos comercios utilizan los centros de contacto incluso para el desarrollo de sus funciones internas a través de los mismos, incluyendo mesa de ayuda y soporte de ventas.

## Tecnologías utilizadas
Las tecnologías tradicionales que se ocupan en los Centros de Llamadas son las siguientes: 
- Infraestructura telefónica (conmutador, teléfonos, voz sobre IP, diademas o cintillos)
- Infraestructura de datos (computadoras, bases de datos, CRM)
- Distribuidor automático de llamadas entrantes (ACD)
- Sistema de Respuesta Interactiva de Voz (IVR)
- Grabador de llamadas (que muchas veces también graba las pantallas de los agentes)
- Marcador o discador, asistido, progresivo o automático y predictivo; si se trata de una centralita de salida.

La inteligencia artificial ha dado lugar a nuevas tecnologías también de reciente adopción, como por ejemplo: el reconocimiento de voz, la síntesis de voz y traducción de voz para datos.
La convergencia de servicios como voz, datos y vídeo, sobre la misma red digital hace necesario el uso de tecnologías de priorización, tales como QoS y catalogación de paquetes, más conocido como packet shaping, las cuales garantizan la disponibilidad de los servicios críticos, que no pueden funcionar con tiempos demasiado altos.

## Llamadas entrantes y llamadas salientes

### Llamadas salientes (outbound)
Los centros especializados en las llamadas salientes pueden: 
- Efectuar sondeos: la recolección de la información es fácil, efectuándose inmediatamente su distribución y tratamiento.
- Superficie de la publicidad para una marca, o incluso de la prospección o la venta a distancia: es allí la substitución de los buhoneros[4] y de la venta al detalle (de puerta en puerta).
- Televentas: Actividad de venta a través de un ejecutivo de venta especializado y con competencias para vender de forma remota.
- Teleencuestas: Actividad de encuesta telefónica a través de un ejecutivo de teleencuesta capaz de brindar un rápido relevamiento de información de parte de un cliente.
- Programación de reuniones: Actividad que permite programar reuniones o citas con clientes para ofrecer un producto o servicio que por su complejidad no se puede vender por teléfono y requiere entrevista personal.
- Telecobranzas: Actividad que permite cobrar en sus diversas etapas, mora temprana, mora tardía o mora prejudicial, proporcionando las alertas necesarias al cliente y ayudándolo en el proceso de regularizar sus pagos para que pueda seguir utilizando el servicio.

## Estructura
Usualmente un centro de llamadas está formado por gerentes de operaciones y analistas, grupos de capacitación, agentes de calidad, soporte de operaciones, soporte tecnológico, software para call center,  supervisores, team leaders y agentes telefónicos. Generalmente, un supervisor tiene a cargo un grupo de agentes telefónicos. Igualmente existen los especialistas en datos o de suministro de información estadística (data marshall).

### Supervisores
- Al realizar la gestión del centro de llamadas, el supervisor debe estar capacitado para generar reportes e informes de:	
  - Cantidad de llamadas contestadas y rechazadas.
  - Cantidad de llamadas perdidas y desbordadas.
  - Tiempo promedio de espera.
  - Nivel de servicio.
  - Duración de llamadas.
  - Nivel de ocupación de los agentes.

- Al mismo tiempo debe poder realizar un 'monitoreo en tiempo real' de la cantidad de:	
  - Agentes y sus Estados.
  - Llamadas en cola.
  - Líneas telefónicas ocupadas.

### Coordinadores
Mediante una consola de administración el coordinador debe poder realizar las siguientes actividades:	
- Cargar y conectarse con bases de datos.
- Segmentar y definir uso de las bases de datos.
- Asignar tareas a agentes y supervisores.
- Registrar agentes y supervisores con permisos.
- Monitorear gestión de agentes y supervisores.
- Verificar tareas realizadas por agentes y supervisores.
- Medir avances del trabajo por campaña.
- Medir productividad del trabajo por campaña.
- Análisis estadístico de tendencias en el servicio ofrecido.
- Minería de datos sobre la gestión por agentes.
- Creación de guion y formulario para agentes.
- Creación de campañas.
- Plantillas de televentas, telemercadotecnia, telecobros, servicio al cliente y mesa de ayuda.

## Teoría matemática
Un centro de llamadas entrantes básico puede ser visto desde un punto de vista operacional como una red de colas (queueing network). La centralita más simple consiste de un único tipo de clientes y servidores estáticos que pueden ser vistos como una cadena de llamados simple.
La teoría de colas (cantidad de llamadas entrantes) es una parte de la matemática en la cual los modelos han sido desarrollados. Estos modelos, son utilizados para brindar una mejor asistencia al planeamiento de la fuerza de trabajo y administración de la misma; por ejemplo, ayudando a determinar la cantidad de agentes o ejecutivos de centralita requeridos para lograr un determinado nivel de servicio a los clientes.
Los modelos de colas proveen además una vista cualitativa identificando las circunstancias por debajo las cuales, la economía de escala prevalece, dado que un solo centro de contacto resulta ser más efectivo al recibir llamadas, que varios más pequeños.
En las operaciones de los centros predomina la teoría matemática a través de investigaciones operacionales que consideran una variedad de problemas de optimización de relevancia. Como por ejemplo, para determinar en qué horarios se necesita incorporar más cantidad de personal y para analizar la impaciencia del cliente mientras espera ser atendido por el agente.
Para efectos de dimensionamiento de cantidades de líneas y cantidades de ejecutivos de centralita, cantidades de posiciones de trabajo, computadores, pantallas, puntos de red, etc., a nivel de la industria mundial se utiliza Erlang.
Todos los métodos modernos de optimización de redes de tráfico, tienen raíz en los trabajos realizados por Agner K. Erlang, científico danés que en 1908 trabajó en Copenhagen Telephone Company. Agner Erlang encontró solución a los problemas claves del diseño de redes telefónicas: ¿Cuántas líneas son necesarias para un tráfico dado?, ¿cuál es el trade-off entre una cantidad de líneas que permite atender todas las llamadas y un costo mínimo con una pérdida de llamadas ?
En 1946, el International Consultative Committee on Telephones and Telegraphs, en honor a Agner Erlang, adoptó el Erlang como unidad básica de tráfico telefónico.

## La industria de la subcontratación
Muchas empresas buscan externalizar los centros de llamadas y es así como se ha generado una industria en torno a esta actividad. El surgimiento de empresas especializadas y la contratación de sus servicios, muchas veces fuera de las fronteras (offshoring), son algunos de los efectos de la subcontratación (outsourcing).
Los factores críticos para la ubicación de un centro de llamados son:  la disponibilidad, educación y costo del recurso humano, además de la infraestructura de comunicaciones. Es por ello que usualmente los centros de llamadas se instalan en ciudades universitarias o capitales de países donde abundan los jóvenes.
A pesar de la controversia, se lo llama industria de la subcontratación de modo figurativo ya que los centros de llamadas, no son industrias propiamente dichas, debido a que pertenecen al sector de prestación de servicios. Por este motivo no es una industria de modo objetivo según la definición de industria.
- Irlanda, en los años 1990, emergió como el destino europeo de los centros de llamadas, por sus bajos costos y abundante fuerza de trabajo. Irlanda aprovechó su situación y dictó normas que incentivaron la instalación de estos centros operativos en el país. Desde la segunda década del siglo XXI, otras pequeñas naciones europeas, como Gibraltar, Luxemburgo, Chipre o Malta, han seguido la misma tendencia, abaratando costes e impuestos, para atraer empresas que quieran centralizar sus servicios en dichas sedes fiscales.[8]
- India y Filipinas son dos de los destinos preferidos para instalar centros de llamadas para los mercados de habla inglesa en Europa, Norteamérica y Oceanía. Su gran cantidad de angloparlantes, su fuerza de trabajo educada y sus bajos costos, lo posicionan en el primer lugar indiscutido de la externalización de llamadas.
- En Latinoamérica (particularmente Argentina, Colombia, Costa Rica, El Salvador, Guatemala, Honduras, República Dominicana y México), últimamente un gran número de empresas han instalado allí sus centros de llamadas debido a la confiabilidad y creciente infraestructura de la región; a la fuerza de trabajo educada y disponibilidad de contratar personal bilingüe a costos competitivos, y la cercanía hacia el mercado estadounidense.

El uso de centros de llamadas está dominado por grandes empresas que requieren establecer un contacto permanente con sus clientes. En general, compañías en el área de mercado masivo como empresas financieras, bancos, servicios básicos y telecomunicaciones.
La industria de los centros de llamadas está en crecimiento por la necesidad de las empresas de mantenerse competitivas, por la atención al cliente y por las ventajas que ofrece la tecnología.

### Factores que se consideran para seleccionar una localización
- Laborales. Si su comunidad posee una tasa de desempleo baja, esto es un factor contraproducente cuando es necesario reclutar agentes. ¿A quiénes se contrata como agentes?: amas de casa, estudiantes con horarios flexibles, trabajadores de medio tiempo, etc. Se debe detectar una comunidad o región que asegure calidad y continuidad se recursos humanos. Continuidad implica que la fuerza laboral debe ser lo suficientemente grande como para proveer de un flujo constante de trabajadores, capaz de resistir los picos de trabajo sin sacrificar calidad. Además, se deben tener en cuenta ciertos factores demográficos. Es importante tener una alta tasa de personas jóvenes en el área de localización. No debe olvidarse que no se trata de los típicos trabajadores de nueve a cinco, sino de individuos con gran flexibilidad de horarios y trabajo.

- Educación. Históricamente, el estudiante universitario es la fuente más importante de reclutamiento de agentes de centralitas. Cuanto más diversificada sea la oferta universitaria de una comunidad, más atractiva será la localización de personal capacitado. Utilizar estudiantes universitarios es una decisión estratégica dentro del armado de la fuerza de trabajo de una centralita. Los factores que hay que tener en cuenta son los siguientes: bajo costo, historial académico, flexibilidad. Sin embargo, es importante considerar que el estudiante piensa primero en su estudio y luego en su trabajo. Por ello, es deseable una combinación de perfiles e incentivar con capacitaciones para tener una mejor gestión del desempeño.

- Inmobiliarios. Existen diferentes lugares dónde establecerse. Puede ser lejos de la ciudad en un edificio especial para ello, o en una vieja fábrica remodelada o un grupo de oficinas de desuso. Una centralita tiene otra ventaja: puede ubicarse prácticamente en cualquier lado. También deben tenerse en cuenta diferentes factores ergonómicos, como ventanas, estacionamiento y transporte cercano, que son importantes para generar una mayor concentración en los representantes.

- Conexiones (en la jerga técnica, conectividad). Éste es el factor que genera el cuello de botella en una centralita. El ancho de banda es la restricción más importante a su actividad. Si no se cuenta con buena conectividad será necesario pensar en otra localización. Deberá tener algún tipo de alianza o acuerdo con una empresa de telecomunicaciones o carrier. Dos aspectos importantísimos son la escalabilidad de la infraestructura (poder manejar tráfico pesado) y la innovación de la tecnología (analógico, ISDN, IP).

- Gubernamentales. Contar con subsidios para la actividad que se desea desarrollar incrementa el atractivo del lugar seleccionado para instalarse. Las medidas más comunes que impulsan las municipalidades o los gobiernos son los siguientes:
  - Reducción del impuesto inmobiliario -en México, conocido como predial- (promoción de algún RTP o incentivación de algún área de la ciudad deprimida).
  - Crédito o subsidios a la creación de trabajo (Programa Primer Paso: pagan los seis primeros meses de los sueldos).
  - Subsidios destinados al reentrenamiento de personas desocupadas.
  - Eximir de impuestos a la centralita o a la empresa de telecomunicaciones.

- Mercadotecnia internacional. Ciertos usuarios de centralita (por ejemplo, hoteles, líneas aéreas, tarjetas de crédito, empresas de alta tecnología) han globalizado sus servicios. Todos estos usuarios toman esta decisión basándose en una estrategia de servicio al cliente tratando de tener una ventaja competitiva y sobre todo promover el crecimiento de sus carteras de clientes. Aunque parezca poco importante, hay que tener en cuenta los siguientes aspectos:
  - Responder las llamadas en el idioma correcto.
  - Cobrar en la moneda correcta.
  - Mantener la neutralidad idiomática del discurso.

## Explotación laboral
Un teleoperador es una persona que pasa la mayor parte de su jornada laboral en una gran sala llena de puestos de trabajo con ordenador, sentado delante de uno de ellos del que recibe y en el que introduce información, con un auricular y un micrófono colgado de la oreja a través de los cuales gestiona llamadas telefónicas. Puede llegar a atender más de mil llamadas en una jornada de trabajo, aunque la media suele estar en un centenar. Trabaja en turnos de mañana, tarde y noche, con una muy escasa variación de tareas y todo ello por un bajo salario.
A un teleoperador se le exige ser una persona resistente a la presión, orientada al éxito, capaz de captar los sentimientos y necesidades de otros, de reacciones rápidas, capaz de manejar mucha información, con un vocabulario amplio, capaz de enfrentarse a clientes muy diferentes y manejar exigencias emocionales. A un agente de calidad lo pueden tener conectado todo el día, lo que puede resultar estresante ya que a veces se tienen metas que alcanzar y no es posible por el retraso que se genera.
Pese a la consideración general de trabajo “no peligroso” se trata de una ocupación que genera graves riesgos para la salud de los trabajadores. Como señala un estudio encargado por la Inspección de Trabajo británica (HSE) a la Universidad de Sheffield “trabajar como teleoperador es más estresante que otros trabajos como secretariado, técnico de mantenimiento, auxiliares o trabajadores manuales. El nivel de estrés varía según características como la dimensión del centro de trabajo, el tipo de centro (telefonía, financiero), el tipo de contrato y el nivel de control que la empresa ejerce sobre el trabajo realizado. También es más estresante cuando el teleoperador no puede hacer uso de sus capacidades, tiene más carga de trabajo, no tiene claridad sobre lo que tiene que hacer y tiene exigencias contradictorias”.
Dependiendo de la industria y la cantidad de llamadas que promedia el agente de llamadas, afecta directamente el nivel de estrés del agente.

### Calidad del aire, ruido y ergonomía
Los aspectos que más insatisfacción generan en los teleoperadores según algunos estudios son: la temperatura, la calidad del aire, las corrientes de aire, la ventilación, los reflejos y deslumbramientos en la pantalla, el ruido ambiente, la falta de limpieza del puesto de trabajo y la falta de espacio para dejar los efectos personales.
Uno de los riesgos laborales más descrito es el ruido. Un estudio del Instituto francés de Investigación y Seguridad (INRS) mostraba que muchos de los headsets, que son los sistemas de audio que utilizan, generaban un nivel de ruido por encima de los 85 decibelios. Los niveles de ruido ambiental de estos centros de trabajo, por lo general por encima de los 52 decibelios, hacen que los trabajadores tengan que elevar el nivel de sus audífonos para poder entender adecuadamente a quien les habla. El riesgo biológico también está presente en el ambiente sobre todo por el uso de aire acondicionado y por el hecho de que se comparten los audífonos.
Los elementos del puesto de trabajo (sillas, mesas, pantalla, etc.) no siempre están en las mejores condiciones y no suelen permitir los ajustes necesarios para adecuarse a las diferentes medidas de los usuarios. Unas condiciones no confortables pueden obligar a la adopción de posturas muy penosas dada la escasa movilidad que permite este tipo de trabajo. El simple hecho de tener que permanecer sentado durante horas conlleva una importante carga muscular por el mantenimiento de la postura estática erguida de manera prolongada.

### Elevado nivel de estrés
Para muchos teleoperadores la experiencia diaria es un trabajo repetitivo,  intensivo y con frecuencia estresante. El teleoperador tiene que interactuar de forma simultánea con el cliente, el ordenador y el sistema telefónico que distribuye automáticamente las llamadas. Se le controla la amplitud de las llamadas, el tiempo entre llamadas, el tiempo en el que está conectado o desconectado del sistema e incluso el contenido de las llamadas.
Resultado de ello es la presión de tiempos y la acumulación de exigencias emocionales y cognitivas durante la mayor parte de la jornada laboral. El trabajo con ordenadores exige mucha atención y memoria. Un trabajo de ciclos cortos con aplicación de la capacidad receptiva se considera un trabajo muy exigente tanto física como mentalmente.
Este tipo de exigencias psicológicas generan situaciones de estrés, frente a las cuales el organismo reacciona con una respuesta “alostática”. La “alostasis”  es la capacidad de mantener la estabilidad a través del cambio, concepto que describe cómo el sistema cardiovascular y otros sistemas de nuestro organismo se ajustan a los estados de actividad y de inactividad. Cuando el sistema es forzado a adaptarse a situaciones tanto psicosociales como físicas adversas de forma continuada, se encuentra hiperactivo, pierde su regulación y se produce la carga alostática, que conduce a las conocidas manifestaciones y enfermedades derivadas del estrés, como determinados trastornos osteomusculares y enfermedades cardiovasculares.
Completan este panorama de estrés laboral la falta de control sobre la propia tarea debido a las estrictas pautas de trabajo y controles a los que se ve sometido el trabajador, así como al escaso apoyo que reciben del supervisor y de los compañeros de trabajo también  deben saber manejar el nivel de estrés que estarán sometido.

### Afectación de cuello, hombros, espalda, vista, oído y voz
Se han observado elevadas tasas de molestias osteomusculares que afectan a miembros superiores en los trabajadores de centralitas. En algunos estudios hasta un 57 % de los hombres y un 72% de las mujeres han llegado a referir molestias en cuello y hombros, tasas muy superiores a las de la población general. Estas molestias se han relacionado tanto con la exposición a factores de riesgo ergonómicos (uso intensivo del ratón y del teclados o malas posturas)  como con factores psicosociales (altas exigencias psicológicas y escaso control sobre la tarea). Otras molestias referidas con frecuencia son los dolores de espalda, dorsal y lumbar, y de rodillas.
Los trabajadores refieren, también, molestias de garganta, afonías y cambios de la voz, así como molestias relacionadas con la actividad visual intensa:  dolor de cabeza, irritación y sequedad ocular, fatiga visual y mareos. Muchos trabajadores experimentan también molestias en los oídos como zumbidos, pérdida auditiva temporal y dolor.